# 平遥旅游观光小火车
平遥旅游观光小火车，是中华人民共和国山西省晋中市平遥县建设的旅游轨道交通项目。

## 历史
2018年，平遥旅游观光小火车项目正式启动。该线全长约9.3公里。
该线制式为跨坐式单轨，供电为交流电660伏特，初期运行时速为30公里，近期及远期运行时速为40公里，右侧行车，最大输送能力为900人每小时。
2020年，中车永济电机公司中标首批平遥观光小火车项目。截止同年6月，已完成125根桩基，占总桩基的31%。截止同年7月，该项目已经完成投资1.4亿元。截止同年9月，已完成153根桩基，占项目区间总桩位数的38%。截止同年10月，首列整车正在进行车辆外观和内装的喷漆工作，现场桩基施工已完成总体工程量的51%，计划年底前完成首开段的立柱盖梁安装和轨道梁架设工作。同月31日上午8时许，平遥“小火车”项目途径的古陶镇闫壁村内的清表工作全面展开。2020年12月4日，平遥旅游观光线吉祥物设计方案曝光。12月8日平遥中城组织建设、监理等相关单位进行平遥旅游观光线现场施工督导和安全检查。
2021年12月6日11时，平遥旅游观光小火车项目首辆列车“双林寺号”开始吊装上线。
截至2024年3月，该项目处于暂停状态。